# Burketown Airport
Burketown Airport är en flygplats i Australien. Den ligger i kommunen Burke och delstaten Queensland, omkring 1 800 kilometer nordväst om delstatshuvudstaden Brisbane. Burketown Airport ligger 6 meter över havet.
Trakten runt Burketown Airport är nära nog obefolkad, med mindre än två invånare per kvadratkilometer..
Trakten runt Burketown Airport består i huvudsak av gräsmarker. Genomsnittlig årsnederbörd är 785 millimeter. Den regnigaste månaden är februari, med i genomsnitt 225 mm nederbörd, och den torraste är augusti, med 1 mm nederbörd.